# Skybridge
Skybridge es un rascacielos de apartamentos de lujo localizado en el West Loop de Chicago. Fue premiado con el tercer puesto en el Emporis Skyscraper Award de 2003. La base del edificio acoge un establecimiento de la cadena Whole Foods. El edificio tiene 38 plantas y en última planta los apartamentos cuentan con azotea propia. El piso 36 alberga un work-out y una zona ajardinada. El edificio ha sido diseñado por Perkins and Will.